# Tivoli (substantiv)
 For alternative betydninger, se Tivoli (flertydig). (Se også artikler, som begynder med Tivoli)
Ordet tivoli stammer oprindeligt fra den italienske by Tivoli, men fra slutningen af 1700-tallet begyndte man at bruge navnet som betegnelse for forlystelsesparker rundt om i Europa. Bedst kendt fra denne periode er de tre Tivoli-forlystelsesparker i Paris, som i 1843 inspirerede navnet på Tivoli i København (der oprindeligt hed Kjøbenhavns Tivoli og Vauxhall, dernæst Kjøbenhavns Sommer-Tivoli og siden 2004 blot Tivoli).
I dansk sprogbrug optræder ordet fra starten af 1800-tallet som generisk betegnelse for forlystelseshaver (et tivoli, flere tivolier), samt i billedlig eller overført betydning som betegnelse for alle mulige lystige eller løsslupne forhold.
| Citat                | Om Aanden skulde flagre noget vildt I Digtekonstens muntre Tivoli, Forskaan os for et simpelt Politi Med Spanskrørs-Stok og Messing-Skilt. | Citat |
| Emil Aarestrup, 1839 | |       |

Denne måde at bruge ordet på har fundet en fast form i vendingen "tivoli er åben", som anvendes, når en person har forsømt at lukke sine buksegylp.
Betegnelsen tivoli bruges i dag både om fastliggende og omrejsende forlystelsesparker, såsom Damhus Tivoli i København, Tivoli Friheden i Århus, Gröna Lunds Tivoli i Stockholm, Liseberg Tivoli i Göteborg, Thomas Tivoli i Norge og Schmidt Tivoli i Hamborg.
Et omrejsende eller ambulant tivoli er et forlystelsesetablissement, som ikke har fast adresse, men flytter fra by til by. Som oftest består et omrejsende tivoli af en række telte og/eller vogne, der hver især tilbyder en form for underholdning eller aktivitet, f.eks. tombola, radiobiler, skydetelt eller andet. Før dødsdromen blev forbudt i Danmark, havde en del omrejsende tivolier også sådanne med rundt i landet.
Betydelige personer i dansk tivoli-historie inkluderer blandt andet Brødrene Stefansen, Chr. Toft, Carl Mortensen, Alfred Rahbek Sørensen, Hans Stein og Niels Peder Pedersen, direktør for Danmarks første ambulante tivoli, Aarhus Tivoli.

## Fodnoter
1. ↑  "Hvorfor hedder Tivoli Tivoli?". Arkiveret fra originalen 1. september 2010. Hentet 13. september 2010.
2. ↑  Ordbog over det danske Sprog